# Kim Un-guk
Kim Un-guk (* 28. Oktober 1988 in Pjöngjang) ist ein nordkoreanischer Gewichtheber. Er wurde 2012 Olympiasieger im Federgewicht.

## Werdegang
Kim Un-guk gehört dem Sportclub des 25. April Pjöngjang an und startet bei einer Größe von 1,58 Metern im Federgewicht, der Gewichtsklasse bis 62 kg Körpergewicht.
Im September 2010 wurde er vom nordkoreanischen Gewichtheber-Verband bei der Weltmeisterschaft in Antalya eingesetzt. Als ein bis dahin in der Gewichtheber-Szene völlig unbekannter Athlet gewann er dort auf Anhieb den Weltmeistertitel mit einer Zweikampfleistung von 320 kg (147–173). Er verwies damit den Chinesen Zhang Jie, der 315 kg (141–174) erreichte und Erol Bilgin aus der Türkei, der auf 314 kg (143–171) kam, auf die nächsten Plätze. Zwei Monate später gelang Zhang Jie bei den Asien-Spielen in Guangzhou die Revanche. Er hob dort im Zweikampf 321 kg (145–176) und verwies damit Kim Un-guk, 317 kg (147–170) auf den 2. Platz.
Bei der Asienmeisterschaft 2011 in Tongling/China siegte wiederum Zhang Jie. Mit einer Zweikampfleistung von 317 kg (147–170) verwies er Kim Un-guk, der nur 306 kg (140–166) hob, auf den 2. Platz. Auch bei der Weltmeisterschaft 2011 in Paris erwies sich Zhang Jie als der Stärkere. Er schaffte dort im Zweikampf 321 kg (145–176) und landete vor Kim Un-guk, der im Zweikampf auf 320 kg (150–170) kam. Kim Un-guk hatte in diesem Wettkampf nach gelungenen 170 kg im Stoßen zwei Fehlversuche mit 173 kg, die ihm den Weltmeistertitel im Zweikampf kosteten.
Auch bei den Olympischen Spielen 2012 in London trafen Kim Un-guk und Zhang Jie aufeinander. Dieses Mal erwies sich der Koreaner als der klar bessere Heber. Er erzielte in London mit 327 kg (153–174) einen neuen Weltrekord im Zweikampf, der ihm die Goldmedaille einbrachte. Zhang Jie war in London in keiner guten Form. Er erreichte dort mit nur jeweils einem gültigen Versuch im Reißen nur 314 kg (140–174) im Zweikampf. Mit dieser Leistung fiel er sogar aus den Medaillenrängen und belegte den undankbaren 4. Platz, weil Óscar Figueroa aus Kolumbien mit 317 kg (140–177) und Eko Yuli Irawan aus Indonesien mit ebenfalls 317 kg (145–172) noch vor ihm lagen.
Im Juni 2013 wurde Kim Un-guk in Astana auch Asienmeister im Federgewicht. Ihm reichte dazu eine Zweikampfleistung von 315 kg (145–170) zum sicheren Sieg vor Farchat Charki aus Kasachstan, der 303 kg (138–165) erreichte. Bei der Weltmeisterschaft 2013 in Wrocław setzte China einen neuen Athleten ein. Es war Chen Lijun. Kim Un-guk erzielte in Wrocław im Zweikampf 320 kg (150–170). Chen Lijun erreichte aber 321 kg (146–175) und verwies den Nordkoreaner damit auf den 2. Platz. Ausschlaggebend dafür war wieder, dass Kim Un-guk im Stoßen mit 173 kg zwei Fehlversuche hatte, während Chen Lijun 175 kg stieß und damit seinen Rückstand aus dem Reißen aufholte.
Bei den Asienspielen 2014 in Incheon/Südkorea war Kim Un-guk in überragender Form. Er siegte dort in der Gewichtsklasse bis 62 kg mit der Zweikampfleistung von 332 kg (154–178) vor Chen Lijun aus China, 321 kg (143–178) und Eko Yuli Irawan aus Indonesien, 308 kg (142–166).

## Internationale Erfolge
| Jahr | Platz | Wettbewerb                           | Gewichtsklasse | Ergebnisse |
| 2010 | 1.    | WM in Antalya                        | Feder          | mit 320 kg (147–173), vor Zhang Jie, China, 316 kg (141–174) und Erol Bilgin, Türkei, 314 kg (143–171)                                   |
| 2010 | 2.    | Asien-Spiele in Guangzhou/China      | Feder          | mit 317 kg (147–170), hinter Zhang Jie, 321 kg (145–176) und Eko Yuli Irawan, Indonesien, 311 kg (141–170)                               |
| 2011 | 2.    | Asienmeisterschaft in Tongling/China | Feder          | mit 306 kg (140–166), hinter Zhang Jie, 317 kg (147–170)                                                                                 |
| 2011 | 2.    | WM in Paris                          | Feder          | mit 320 kg (150–170), hinter Zhang Jie, 321 kg (145–176), vor Eko Yuli Irawan, 310 kg (139–171)                                          |
| 2012 | Gold  | OS in London                         | Feder          | mit 327 kg (153–174), vor Oscar Figueroa, Kolumbien, 317 kg (140–177), Eko Yuli Irawan, 317 kg (145–172) und Zhang Jie, 314 kg (140–174) |
| 2013 | 1.    | Asienmeisterschaft in Astana         | Feder          | mit 315 kg (145–170), vor Farchat Charki, Kasachstan, 303 kg (138–165) und Huang Minhao, China, 298 kg (140–158)                         |
| 2013 | 2.    | WM in Wrocław                        | Feder          | mit 320 kg (150–170), hinter Chen Lijun, China, 321 kg (146–175), vor Oscar Figueroa, 316 kg (139–177)                                   |
| 2014 | 1.    | Asienspiele in Incheon/Südkorea      | bis 62 kg      | mit 332 kg (154–178), vor Chen Lijun, 321 kg (143–178) und Eko Yuli Irawan, 308 kg (142–166)                                             |

## WM-Einzelmedaillen
- WM-Goldmedaillen: 2010/Reißen – 2011/Reißen – 2013/Reißen
- WM-Silbermedaillen: 2010/Stoßen
- WM-Bronzemedaillen: 2011/Stoßen

Erläuterungen
- alle Wettkämpfe im Zweikampf, bestehend aus Reißen und Stoßen
- OS = Olympische Spiele, WM = Weltmeisterschaft
- Federgewicht, Gewichtsklasse bis 62 kg Körpergewicht